# Forever Man
Forever Man is een nummer van de Britse zanger en gitarist Eric Clapton. Het is de eerste single van zijn negende studioalbum Behind the Sun uit 1985. In maart van dat jaar werd het nummer wereldwijd op single uitgebracht.

## Achtergrond
De plaat werd in Claptons' thuisland het Verenigd Koninkrijk geen grote hit met een bescheiden 51e positie in de UK Singles Chart. In de Verenigde Staten bereikte de plaat de 26e positie in de Billboard Hot 100. In Australië werd de 92e positie bereikt en in Japan de 23e.
In Nederland was de plaat op vrijdag 15 maart 1985 Veronica Alarmschijf op Hilversum 3 en werd een radiohit in de destijds drie landelijke hitlijsten op de nationale publieke popzender. In zowel de Nederlandse Top 40, de Nationale Hitparade als de TROS Top 50 bereikte de plaat de 15e positie. In de Europese hitlijst op Hilversum 3, de TROS Europarade, werd géén notering behaald.
In België bereikte de plaat de 22e positie in de voorloper van de Vlaamse Ultratop 50 en de 18e positie in de Vlaamse Radio 2 Top 30. In Wallonië werd géén notering behaald.
Sinds de allereerste editie in december 1999 staat de plaat onafgebroken genoteerd in de jaarlijkse NPO Radio 2 Top 2000 van de Nederlandse publieke radiozender NPO Radio 2, met als hoogste notering tot nu toe een 939e positie in 2001.

## NPO Radio 2 Top 2000
| Nummer met noteringen in de NPO Radio 2 Top 2000 | '99  | '00  | '01 | '02  | '03  | '04  | '05  | '06  | '07  | '08  | '09  | '10  | '11  | '12  | '13  | '14  | '15  | '16  | '17  | '18  | '19  | '20  | '21  | '22  |
| ------------------------------------------------ | ---- | ---- | --- | ---- | ---- | ---- | ---- | ---- | ---- | ---- | ---- | ---- | ---- | ---- | ---- | ---- | ---- | ---- | ---- | ---- | ---- | ---- | ---- | ---- |
| Forever Man                                      | 1066 | 1209 | 939 | 1281 | 1292 | 1371 | 1566 | 1665 | 1602 | 1503 | 1453 | 1373 | 1486 | 1313 | 1170 | 1494 | 1408 | 1629 | 1638 | 1557 | 1618 | 1883 | 1778 | 1929 |

1. ↑  Een vetgedrukt getal geeft de hoogste notering aan.
2. ↑  Deze tabel is bijgewerkt tot en met de laatste editie (2024).